# Stadtwerke Soltau
Die Stadtwerke Soltau GmbH & Co. KG ist der Energieversorger für die niedersächsische Stadt Soltau und Umgebung. Sie ist zu 100 % im Besitz der Stadt.

## Tätigkeitsbereiche
Das Unternehmen versorgt als mehrheitlich kommunales Wirtschaftsunternehmen Haushalte, Gewerbebetriebe und Industrieunternehmen in Soltau und den umliegenden Orten mit
- elektrischer Energie
- Erdgas
- Fernwärme
- Trinkwasser
- Abwasserbeseitigung
- Glasfaser

und ist zudem als Betreiber der Soltau-Therme tätig.

## Versorgungsumfang
- 6.822 Hausanschlüsse mit Strom, Netzlänge 532 km, 695 km inkl. Hausanschlussleitung[3]
- 5.343 Hausanschlüsse mit Erdgas, Netzlänge 252 km[4]
- 6.281 Hausanschlüsse mit Wasser, Netzlänge 287 km[5]
- 128 Hausanschlüsse mit Fernwärme, Netzlänge 9,2 km
- Anschlussgrad von 90 % Stadtentwässerung, Netzlänge 284 km
- 811 Hausanschlüsse mit Glasfaser, Netzlänge 192 km

## Geschichte
1896 wurde die Gasanstalt Soltau GmbH gegründet. In einem Vertrag wurde beschlossen, dass die Stadt Soltau jede der 126 Gaslaternen circa 900 Stunden pro Jahr brennen lassen musste. Ab 1. Oktober 1896 waren zudem 86 Privatkunden an die Gasversorgung angeschlossen. Bis März 1919 stieg die Anzahl der Kunden auf 1039, so dass im gleichen Jahr ein Gasbehälter mit einem Fassungsvermögen von 2000 m³ errichtet wurde, der bis zu seinem Abriss 1971 als ein Wahrzeichen Soltaus galt. Aufgrund der Planungen, die Elektrizitätsversorgung einzuführen, verkauften Soltauer Geschäftsleute ihre Gesellschaftsanteile 1919 vollständig an die Stadt. Im Mai 1921 wurde mittels Vertrag zwischen dem Elektrizitätsverband Stade und dem Magistrat der Stadt Soltau die erste Stromlieferung beschlossen. Die Gasanstalt Soltau übernahm die Verantwortung über die Elektrizitätsangelegenheiten.
Am 25. September 1936 wurde die Gasanstalt Soltau GmbH aufgelöst und das Vermögen auf die Stadt Soltau übertragen. Das Unternehmen firmierte von da an als kommunaler Eigenbetrieb unter dem Namen Städtische Betriebswerke. Während des Zweiten Weltkrieges kam es häufiger zu Versorgungsengpässen, so dass Gasspartage und Abschaltungen der Stromversorgungen durchgeführt werden mussten.
1956 wurde eine Vertikalkammerofen-Anlage erbaut. Das Versorgungsgebiet und die Geschäftsfelder wuchsen im Laufe der Zeit. So wurde 1958 mit dem Erwerb eines Grundstücks am Schüttenbusch der Grundstein für eine zentrale Wasserversorgung gelegt. Im Mai 1959 wurde erstmals Trinkwasser verkauft, bis 1962 gehörten 459 Haushalte zu den Abnehmern. 1963 wurde die neue Flüssiggas-Spaltanlage in Betrieb genommen, 1965 errichteten die Stadtwerke das Wasserwerk und begannen mit dem Ausbau des Wasserversorgungsnetzes. Nach Fertigstellung des Wasserwerks waren 1967 rund 80 Prozent der Haushalte an die zentrale Wasserversorgung angeschlossen. Am 28. Mai 1970 wurden die Stadtwerke in eine GmbH umgewandelt. 1971 folgte die Umstellung auf Erdgas, 1983 wurde ein Blockheizkraftwerk zur Nutzung von Fernwärme in Betrieb genommen.

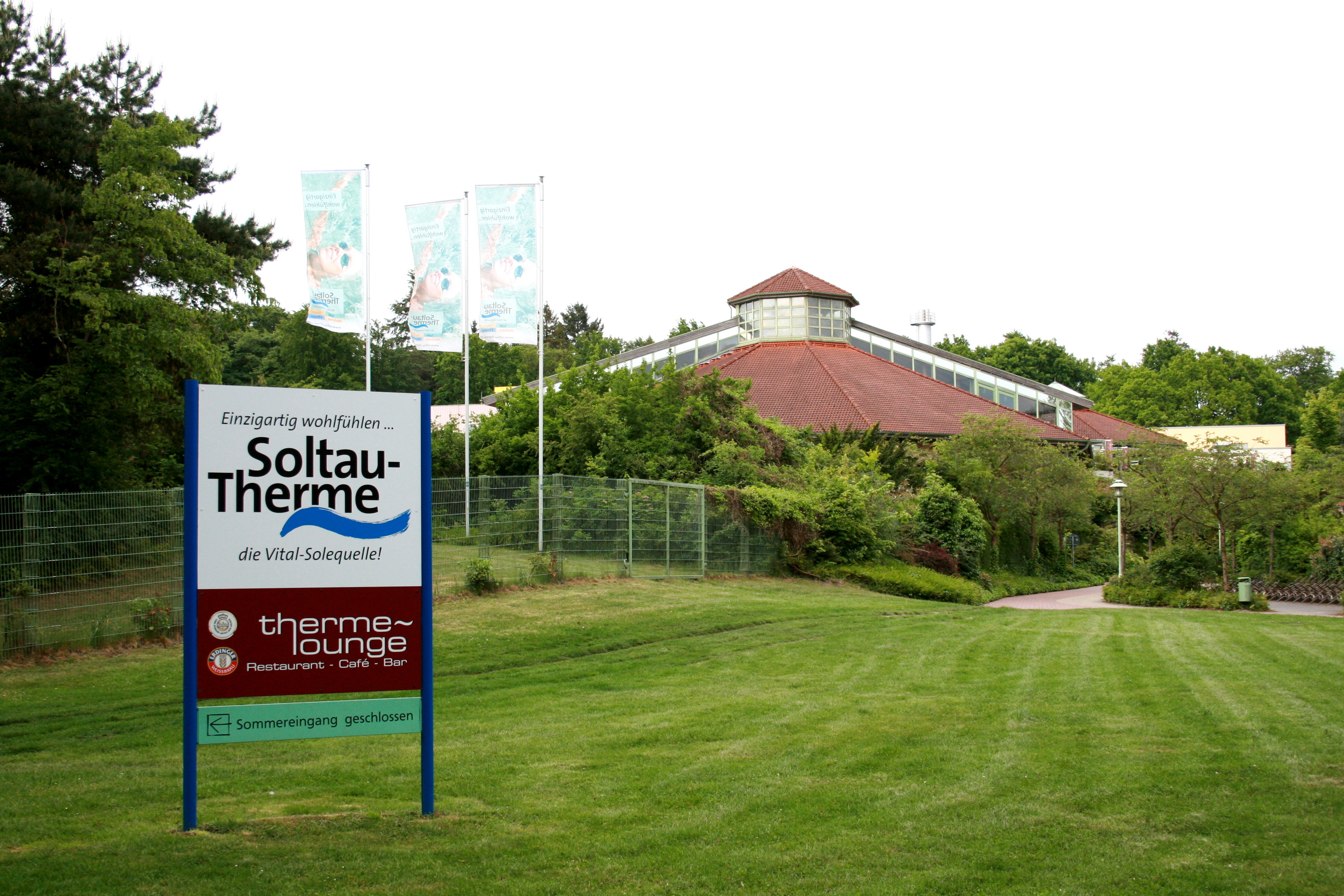
Soltau-Therme

1971 beteiligten sich die Stadtwerke in diesem Jahr an der zuvor gegründeten Bäder- und Fremdenverkehrsgesellschaft mbH. Daraufhin eröffnete am 19. Dezember 1973 ein Hallenbad in Soltau, dazu wurde am 6. Dezember 1975 eine Kunsteisbahn eingeweiht. 1974 wurde bei Probebohrungen auf dem Gelände des Freibades Sole entdeckt; 1985 wurde diese Quelle als Heilquelle anerkannt, so eröffnete am 17. September 1990 das Solebad Soltau-Therme. Die Stadt Soltau ist seither staatlich anerkannter Ort mit Sole-Kurbetrieb. Durch den Bau des Solebades und unerwartete Preissteigerungen kamen die Stadtwerke in finanzielle Misslage. Dies führte dazu, dass die swb AG Bremen 49,5 % Anteile der Stadtwerke Soltau erwarben. Die restlichen 50,5 % verblieben bei der Stadt Soltau.
Am 1. Januar 1999 übernahmen die Stadtwerke die Betriebsführung der Abwasserbeseitigung, dafür wurde das Reise- und Verkehrsbüro ausgegliedert. Seit 2008 bieten die Stadtwerke Soltau ihren Privat- und Gewerbekunden ausschließlich 100-prozentigen Naturstrom an. In den Ausgaben 04/2010 und 05/2011 zeichnete das Verbraucher-Magazin Öko-Test die Stadtwerke dafür mit dem 2. Platz aus.
Im Sommer 2023 wurden von der Stadt Soltau die Anteile von der swb AG zurückgekauft, wodurch die Stadtwerke Soltau nach 25 Jahren wieder komplett in der Hand der Stadt Soltau sind. Im Zuge dessen gab sich das Unternehmen Anfang 2024 ein neues Farbkonzept mitsamt neuem Firmenlogo.